# Wereldkampioenschappen zwemmen 2022 – 4×100 meter vrije slag gemengd
De 4×100 meter vrije slag gemengd op de wereldkampioenschappen zwemmen 2022 in Boedapest vond plaats op 24 juni 2022. De acht snelste teams in de series gingen door naar de finale. 

## Records
Voorafgaand aan het toernooi waren dit het wereldrecord en het kampioenschapsrecord
| Wereldrecord         | Verenigde Staten Caeleb Dressel Zach Apple Mallory Comerford Simone Manuel | 3.19,40 | 27 juli 2019 | Boedapest |
| Kampioenschapsrecord | Verenigde Staten Caeleb Dressel Zach Apple Mallory Comerford Simone Manuel | 3.19,40 | 27 juli 2019 | Boedapest |

## Uitslagen

### Series
| Rang | Serie | Baan | Land                 | Namen | Tijd    | Bijz. |
| ---- | ----- | ---- | -------------------- | --- | ------- | ----- |
| 1    | 2     | 0    | Verenigde Staten     | Ryan Held (47,85) Drew Kibler (48,26) Erika Brown (53,73) Kate Douglass (54,64)                                                 | 3.24,48 | Q     |
| 2    | 2     | 9    | Canada               | Ruslan Gaziev (49,16) Javier Acevedo (48,34) Taylor Ruck (53,92) Maggie Mac Neil (53,88)                                        | 3.25,30 | Q     |
| 3    | 3     | 0    | Australië            | Zac Incerti (49,28) William Yang (48,39) Meg Harris (53,97) Leah Neale (53,91)                                                  | 3.25,55 | Q     |
| 4    | 2     | 4    | Nederland            | Stan Pijnenburg (48,79) Jesse Puts (48,54) Tessa Giele (55,47) Marrit Steenbergen (53,06)                                       | 3.25,86 | Q     |
| 5    | 3     | 5    | Italië               | Leonardo Deplano (48,92) Alessandro Miressi (48,16) Silvia Di Pietro (54,62) Chiara Tarantino (54,30)                           | 3.26,00 | Q     |
| 6    | 3     | 4    | Verenigd Koninkrijk  | Jacob Whittle (49,04) Matthew Richards (48,57) Freya Anderson (54,03) Lucy Hope (54,46)                                         | 3.26,10 | Q     |
| 7    | 3     | 3    | Brazilië             | Vinicius Assunção (48,95) Gabriel Santos (48,70) Stephanie Balduccini (54,29) Giovanna Diamante (54,37)                         | 3.26,31 | Q     |
| 8    | 3     | 1    | China                | Hong Jinquan (49,26) Wang Changhao (49,20) Lao Lihui (54,40) Ai Yanhan (54,34)                                                  | 3.27,20 | Q     |
| 9    | 1     | 1    | Nieuw-Zeeland        | Lewis Clareburt (49,55) Carter Swift (48,39) Chelsey Edwards (55,39) Laura Littlejohn (54,58)                                   | 3.27,91 |       |
| 10   | 2     | 5    | Zweden               | Robin Hanson (49,31) Isak Eliasson (48,78) Sofia Åstedt (55,71) Sara Junevik (55,23)                                            | 3.29,03 |       |
| 11   | 3     | 8    | Zuid-Korea           | Hwang Sun-woo (49,18) Lee Yoo-yeon (49,64) Jeong So-eun (55,42) Hur Yeon-kyung (55,11)                                          | 3.29,35 |       |
| 12   | 1     | 2    | Israël               | Tomer Frankel (49,45) Ron Polonsky (48,92) Lea Polonsky (56,59) Daria Golovaty (55,28)                                          | 3.30,24 |       |
| 13   | 1     | 6    | Singapore            | Jonathan Tan (49,72) Ardi Mohamed Azman (50,46) Quah Jing Wen (56,21) Amanda Lim (56,74)                                        | 3.33,13 |       |
| 14   | 2     | 3    | Griekenland          | Stergios Bilas (49,80) Odysseus Meladinis (49,30) Maria Drasidou (58,36) Anna Ntountounaki (56,95)                              | 3.34,41 |       |
| 15   | 1     | 5    | Chinees Taipei       | Wang Kuan-hung (50,49) Wang Hsing-hao (50,08) Hsu An (57,08) Huang Mei-chien (57,03)                                            | 3.34,68 |       |
| 16   | 3     | 9    | Hongkong             | Ian Ho (50,12) Nicholas Lim (51,30) Camille Cheng (56,67) Chloe Cheng (57,17)                                                   | 3.35,26 |       |
| 17   | 1     | 7    | Letland              | Ģirts Feldbergs (51,95) Daniils Bobrovs (53,72) Ieva Maļuka (55,78) Gabriela Ņikitina (56,78)                                   | 3.38,23 |       |
| 18   | 1     | 8    | Thailand             | Dulyawat Kaewsriyong (51,71) Navaphat Wongcharoen (51,84) Jinjutha Pholjamjumrus (58,05) Jenjira Srisaard (1.01,73)             | 3.43,33 |       |
| 18   | 3     | 2    | Marokko              | Samy Boutouil (50,42) Souhail Hamouchane (52,76) Lina Khiyara (1.00,53) Imane El Barodi (59,62)                                 | 3.43,33 |       |
| 20   | 1     | 4    | Vietnam              | Nguyễn Quang Thuấn (52,06) Nguyễn Hữu Kim Sơn (52,12) Võ Thị Mỹ Tiên (1.00,62) Lê Thị Thảo My (1.01,08)                         | 3.45,88 |       |
| 21   | 1     | 3    | Seychellen           | Mathieu Bachmann (53,54) Therese Soukup (1.02,27) Simon Bachmann (53,91) Khema Elizabeth (1.03,53)                              | 3.53,25 |       |
| 22   | 2     | 8    | Mongolië             | Batbayaryn Enkhkhüslen (59,59) Batbayaryn Enkhtamir (52,94) Enkh-Amgalangiin Ariuntamir (1.04,74) Zandanbal Gunsennorov (56,69) | 3.53,96 |       |
| 23   | 2     | 2    | Oeganda              | Adnan Kabuye (56,00) Kirabo Namutebi (1.03,73) Tendo Mukalazi (53,16) Avice Meya (1.03,15)                                      | 3.56,04 |       |
| 24   | 1     | 0    | Guam                 | Israel Poppe (56,29) Mia Lee (1.03,46) Keana Santos (1.09,57) Benjamin Ko (56,89)                                               | 4.06,21 |       |
| 25   | 1     | 9    | Noordelijke Marianen | Taiyo Akimaru (57,63) Maria Batallones (1.06,75) Jinie Thompson (1.10,06) Juhn Tenorio (58,51)                                  | 4.12,95 |       |
| 26   | 2     | 1    | Malediven            | Mohamed Aan Hussain (56,96) Aishath Sausan (1.10,71) Hamna Ahmed (1.13,88) Mubal Azzam Ibrahim (56,89)                          | 4.18,44 |       |
| 27   | 3     | 7    | Tanzania             | Dennis Mhini (59,10) Eunike Fugo (1.15,13 Kayla Temba (1.23,02) Collins Saliboko                                                | DSQ     | DSQ   |
| 27   | 2     | 6    | Bahama's             | | DNS     | DNS   |
| 27   | 2     | 7    | Frankrijk            | | DNS     | DNS   |
| 27   | 3     | 6    | Angola               | | DNS     | DNS   |

### Finale
| Rang   | Baan | Land                | Namen                                                                                                   | Tijd    | Bijz. |
| ------ | ---- | ------------------- | --- | ------- | ----- |
| Goud   | 3    | Australië           | Jack Cartwright (48,12) Kyle Chalmers (46,98) Madison Wilson (52,25) Mollie O'Callaghan (52,03)         | 3.19,38 | WR    |
| Zilver | 5    | Canada              | Joshua Liendo (48,02) Javier Acevedo (47,96) Kayla Sanchez (52,52) Penny Oleksiak (52,11)               | 3.20,61 |       |
| Brons  | 4    | Verenigde Staten    | Ryan Held (47,93) Brooks Curry (47,72) Torri Huske (52,70) Claire Curzan (52,84)                        | 3.21,09 |       |
| 4      | 7    | Verenigd Koninkrijk | Tom Dean (48,25) Lewis Burras (47,86) Anna Hopkin (53,27) Freya Anderson (53,06)                        | 3.22,44 |       |
| 5      | 6    | Nederland           | Stan Pijnenburg (48,80) Jesse Puts (48,29) Tessa Giele (54,58) Marrit Steenbergen (52,57)               | 3.24,24 |       |
| 6      | 1    | Brazilië            | Gabriel Santos (48,73) Vinicius Assunção (48,03) Giovanna Diamante (53,98) Stephanie Balduccini (54,04) | 3.24,78 | SA    |
| 7      | 2    | Italië              | Lorenzo Zazzeri (48,69) Alessandro Miressi (47,50) Silvia Di Pietro (54,19) Chiara Tarantino (55,45)    | 3.25,83 |       |
| 8      | 8    | China               | Hong Jinquan (48,88) Wang Changhao (48,86) Lao Lihui (54,60) Ai Yanhan (54,58)                          | 3.26,92 |       |